# André Sogliuzzo
André Sogliuzzo, född 10 augusti 1966 i New York, är en italiensk-amerikansk röstskådespelare.

## Filmografi (i urval)
- 1998 – Du har mail – Cafe Lalo Waiter
- 2004 – Polarexpressen – Smokey / Steamer
- 2009 – Transformers: De besegrades hämnd – Sideswipe (röst)
- 2011 – Transformers: Dark of the Moon – Sideswipe (röst)

## Animerade roller
- American Dad! – Dill
- Avatar: The Last Airbender – King Bumi / Hakoda
- The Batman (2005) – Duncan
- Brandy & herr Morris – Gaspar Le Gecko
- Celebrity Deathmatch – Al Pacino / Robin Williams / Billy Crystal / Michael Jackson / Antonio Banderas / Charlton Heston / Gandhi / Paul Hogan / Martin Scorsese / Donny Osmond / Dennis Miller / Eric Roberts
- Family Guy – Mel Gibson
- G.I. Joe: Renegades – Major Bludd
- Harvey Birdman, Attorney at Law – Dynomutt
- Jackie Chan Adventures – Hsi Wu
- Random! Cartoons – Yaki / Announcer
- Svampbob Fyrkant (2003) – Gorilla
- Star Wars: Clone Wars (2003) – Clone Troopers / Battle Droids
- Wolverine and the X-Men – Arclight

## TV-spelsroller
- Age of Empires III – Napoleon
- Battlefield 3 – Dimitri "Dima" Mayakovski
- Call of Duty: United Offensive – Private Goldberg / Additional VO
- Company of Heroes – Sergeant Conti
- Condemned 2- Ethan Thomas / Ethan's Alcohol Demon
- Crash Nitro Kart – Norm / Zem
- Crysis – Major Strickland
- Destroy All Humans! – President Huffman / Harold Turnipseed
- Dirge of Cerberus: Final Fantasy VII – Incidental Characters
- Eat Lead: the Return of Matt Hazard – Captain Carpenter / Dockworker / Employee Programmer
- EverQuest II – Various Voices
- Fantastic Four – Diablo
- Final Fantasy X – Zuke
- Final Fantasy XIII – Bartholomew Estheim
- Ghostbusters: The Video Game – Additional Voices
- Kingdom Hearts Birth by Sleep – Deep Space Patrol
- Mafia II – Carlo Falcone / Luca Gorino
- Ratchet: Gladiator – Ace Hardlight
- Scarface: The World Is Yours – Tony Montana
- Shrek 2 – Mästerkatten i stövlar
- Shrek the Third – Mästerkatten i stövlar / övriga roller
- Skyrim – Male kahjiit
- SOCOM: U.S. Navy SEALs Fireteam Bravo 3 – Lonestar
- Spyro: A Hero's Tail – Sparx the Dragonfly
- Spyro: Enter the Dragonfly – Sparx the Dragonfly / Other Dragonflies / Additional Voices
- Spyro: Year of the Dragon – Sparx the Dragonfly / Additional Voices
- Star Wars: The Clone Wars – Clone Troopers / Cydon Prax
- Tak: The Great Juju Challenge – Bartog
- Tales of Symphonia – Forcystus
- X-Men Legends – Angel
- Yakuza – Övriga roller